# District de Montaigu (Puy-de-Dôme)
Pour les articles homonymes, voir District de Montaigu.
Le district de Montaigu est une ancienne division territoriale française du département du Puy-de-Dôme de 1790 à 1795.
Il était composé des cantons de Montaigu, Menat, Montel de Gelat, Pionsat et Saint Gervais.